# Attentats suicides en Tchétchénie en juillet 2000
Les attentats suicides de juillet 2000 en Tchétchénie ont eu lieu les 2 et 3 juillet 2000, lorsque les insurgés tchétchènes ont lancé cinq attentats suicide contre le quartier général et les casernes de l'armée et de la police russes en 24 heures. Les responsables russes ont affirmé que six insurgés avaient tué au moins 37 soldats russes (et quatre autres disparus) et 11 civils, et blessé plus de 100 personnes. 
Lors de l'attaque la plus meurtrière, au moins 26 personnes ont été tuées et 81 blessées dans le dortoir d'OMON à Argoun. 
Le ministère russe de l'Intérieur pour la Tchétchénie, basé à Goudermes, a été pris pour cible à deux reprises, tuant au moins six soldats. À la suite de l'un des attentats, une fusillade a éclaté entre des guérilleros tchétchènes et des soldats, tuant trois autres soldats. 